# PCSX2
PCSX2 — эмулятор приставки PlayStation 2, предназначенный для операционных систем Microsoft Windows, GNU/Linux и macOS, единственный эмулятор, способный запускать коммерческие продукты. На июль 2024 года эмулятор поддерживает достаточно стабильную работу большинства выпущенных для консоли игр: в базе данных совместимости, приведённой на сайте разработчиков, из 2689 игр 20 отмечены как идеально работающие, 2626 отмечены как пригодные для игры, игру можно полностью пройти, как и на реальной консоли, и ещё 29 как условно пригодные, то есть в игру можно играть, но невозможно пройти её полностью.
Последняя версия эмулятора, а также бета-версии при использовании рекомендуемых настроек и соответствующей конфигурации способны запускать большинство игр из библиотеки консоли. 
Эмулятор способен эмулировать графику в значительно лучшем виде, чем на то способна оригинальная консоль.

## История разработки
Эмулятор сильно продвинулся и улучшился после выхода своей первой версии. В мае 2006 года в версии 0.9 некоторые игры PlayStation 2 работали исправно и в них можно было играть, в то же время скорость в трёхмерных приложениях и играх была крайне низкой, что не позволяло проходить их полностью, а большая часть имела частичную функциональность. Главная сложность в эмуляции PlayStation 2 — эмуляция многоядерной архитектуры PlayStation 2 на архитектуре персонального компьютера x86\x86-64. Хотя каждый процессор может быть эмулирован крайне точно, их синхронизация довольно трудоёмка.
Производительность до 2006 года варьировалась от 2 до 15 кадров в секунду в зависимости от аппаратной части ПК и настроек плагинов, а BIOS PS2 эмулировался быстрее всего. После выхода версии 0.9 в апреле 2006 года производительность сильно увеличилась. Большинство двухмерных игр начали работать на скорости 60-120 кадров в секунду, однако в основном трёхмерная графика осталась работать на прежней скорости. В то же время PCSX2 стал поддерживать двухъядерные процессоры (скорость в играх увеличивалась при их использовании вдвое). С выходом версии 0.9.1 летом 2006 года большинство трёхмерных сцен начало работать на скорости около 15-30 кадров в секунду на процессоре с тактовой частотой ~3 ГГц. Также, некоторые популярные игры, такие как Final Fantasy X, работают на скорости около 60 кадров в секунду.
В эмулятор со временем разработки добавлялись обходные приёмы для улучшения скорости эмуляции. Например, в сборке r4865 был добавлен так называемый «спидхак» Multi-Threaded microVU1, который ускоряет эмуляцию игр примерно на 10—40 % на системах с 3 ядрами и более, в зависимости от игры.

### Бета версии
2 декабря 2007 года разработчики объявили о начале свободного скачивания бета версий эмулятора, что позволит конечному пользователю ознакомиться с нововведениями новой версии до того, как она выйдет в свет. Однако вследствие высокой нестабильности сборок бета-версий и экспериментального характера их распространения, поддерживаться они на официальных форумах не будут.

### PCSX2 Playground
PCSX2 Playground — ответвление от основного проекта PCSX2, плод долгой работы команды бета-тестеров, создателей модификаций и прочих улучшений для официального PCSX2.
После его успешного дебюта официальная команда решила поддерживать PCSX2 Playground как официальный проект. 4 февраля 2009 проект PCSX2 playground был объединён с официальным проектом PCSX2 и перестал существовать как таковой. Разработчики обеих команд объединили свои усилия, дабы работать над теперь уже официальной версией PCSX2, базирующейся на коде PG-версии.

### Настоящее время
Сегодня существует версия 2.4.0 эмулятора. В неё было добавлено много оптимизаций и более удобный и современный интерфейс, схожий с интерфейсом эмулятора DuckStation. Некоторые игры по-прежнему идут с ошибками, но теперь их стало значительно меньше. Также регулярно выходят ночные сборки, в которые вносятся различные изменения. Начиная с версии 2.0.0, эмулятор больше не поддерживает старые операционные системы Windows, такие как Windows 7, Windows 8 и Windows 8.1; минимальная необходимая версия — Windows 10 build 1809.

## Модули
Ранее PCSX2, как и его предшественник PCSX, эмулятор PlayStation, был основан на модулях, отделяющих различные функции от ядра эмулятора. Существовали графические модули, модули управления, CD/DVD, звука, Firewire и жёсткого диска (Dev9). Различные плагины могли показывать различные результаты совместимости и производительности в одной игре.
Особенно актуальны были графические модули, поскольку они исправляли главную проблему эмулятора — низкая частота кадров. Так, 11 августа 2006 года Zerofrog выпустил графический модуль для PCSX2 0.9.1 Watermoose под названием ZeroGS KOSMOS. Он серьёзно улучшил работу графики (как в скорости, так и в качестве), хотя требовал наличия графического процессора с поддержкой Pixel Shader 2.0. Также был другой графический модуль, GSdx, от известного разработчика кодеков Gabest, который являлся первым модулем DirectX 10, что позволяло обладателям соответствующего графического процессора и соответствующей операционной системы (Windows Vista, Windows 7) получать большую частоту кадров за счёт новых возможностей и меньших программных ограничений DirectX 10.
Список официальных модулей:
- GSdx (GS-плагин).
- ZZogl (GS-плагин).
- SPU2-X (SPU2-плагин).
- ZeroSPU (SPU2-плагин).
- LilyPAD (PAD-плагин).
- ZeroPAD (PAD-плагин).
- XPad (PAD-плагин).
- CDVDolio (CDVD-плагин).
- Linuz ISO CDVD (CDVD-плагин).

Данные плагины были включены в официальный SVN-репозиторий проекта и активно разрабатывались.
Список сторонних модулей:
- MegaDev9 (HDD-плагин).
- USBqemu (USB-плагин)[12].

Данные плагины не были включены в официальный SVN-репозиторий проекта, разрабатывались и поддерживались сторонними авторами.
Начиная с версии 2.0.0, PCSX2 больше не использует никакие плагины, так как все необходимые плагины теперь интегрированы в ядро эмулятора и являются частью самой программы.